# 401 Отилија
401 Отилија (енгл. 401 Ottilia) је астероид. Приближан пречник астероида је 99,12 km,
а средња удаљеност астероида од Сунца износи 3,344 астрономских јединица (АЈ).
Инклинација (нагиб) орбите у односу на раван еклиптике је 5,971 степени, а орбитални период износи 2234,419 дана (6,117 година). Ексцентрицитет орбите астероида износи 0,039.
Апсолутна магнитуда астероида износи 9,10 а геометријски албедо 0,041.
Астероид је откривен 16. марта 1895. године.